# ديفيد إتش. نيكولز
ديفيد إتش. نيكولز هو سياسي أمريكي، ولد في 16 مارس 1829 في هاردويك في الولايات المتحدة، وتوفي في 16 ديسمبر 1900. نشط حزبياً في حزب الشعب. وقد انتخب نائب حاكم كولورادو ‏.